# Ansongo
Ansongo is een gemeente (commune) in de regio Gao in Mali. De gemeente telt 30.000 inwoners (2009).
De gemeente bestaat uit de volgende plaatsen:
- Aforgal
- Ansongo
- Bazi-Gourma
- Bazi-Haoussa
- Monzonga
- Oulad ba Ali
- Oulad Moulouk
- Seyna-Bella
- Seyna-Sonhrai